# Карамали (Чишминський район)
Карамали́ (рос. Карамалы, башк. Ҡарамалы) — присілок у складі Чишминського району Башкортостану, Росія. Входить до складу Сафаровської сільської ради.
Населення — 71 особа (2010; 54 в 2002).
Національний склад:
- татари — 74 %